# Gaz à tous les étages

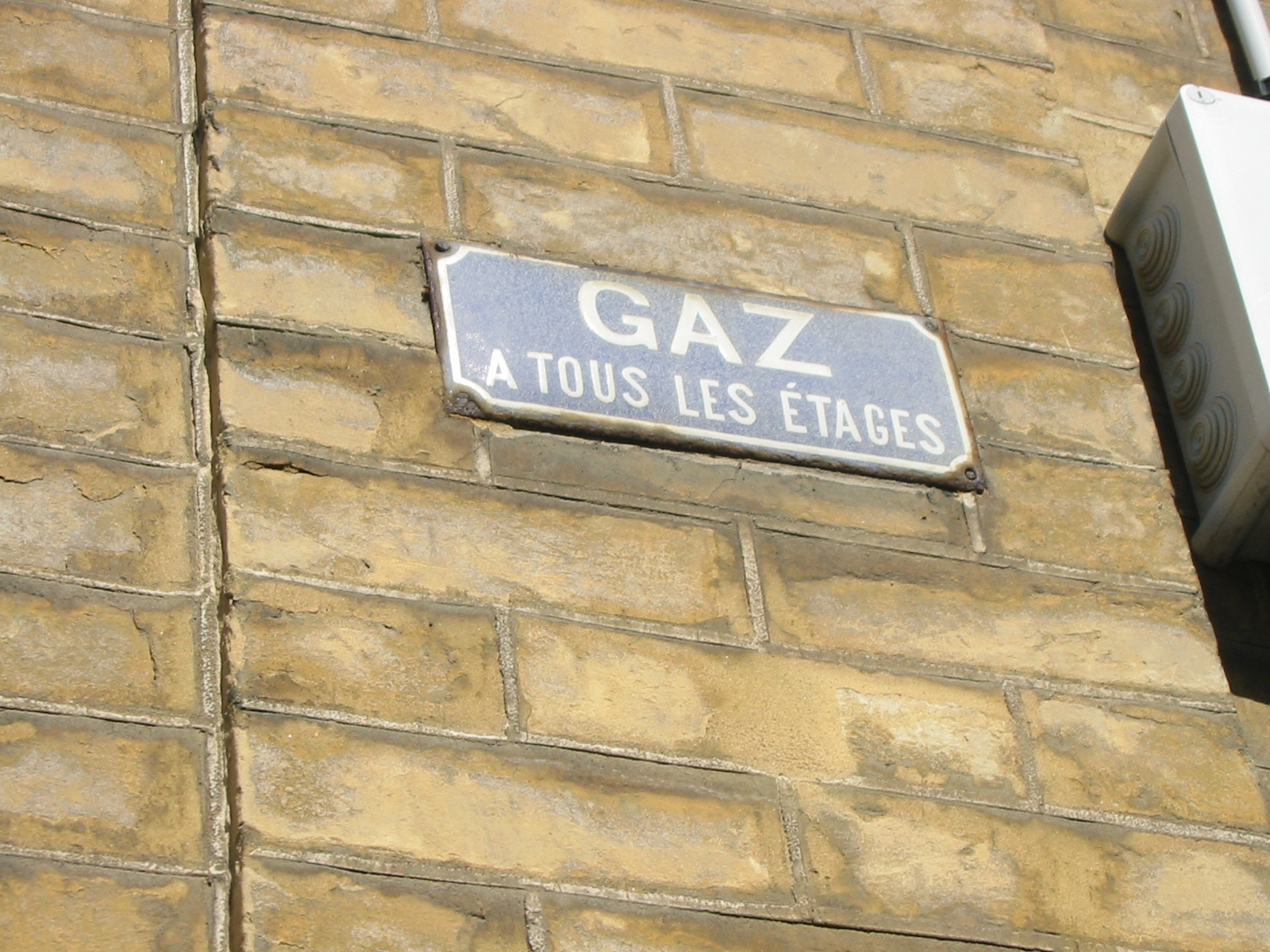
Exemple de plaque émaillée portant l'expression « gaz à tous les étages », sur la façade d'un immeuble du Havre, en France.

Gaz à tous les étages est une expression française signalant qu'un bâtiment dispose de l'accès au gaz de ville dans l'intégralité de ses logements.
L'expression apparaît à la fin du XIXe siècle en France lorsque le gaz de ville commence à être mis à disposition des particuliers dans les zones urbaines. Elle est alors concrétisée sous la forme de plaques apposées sur la façade des immeubles.
La distribution d'eau courante s'étendant également à la même époque, l'expression peut apparaître complétée en eau et gaz à tous les étages.

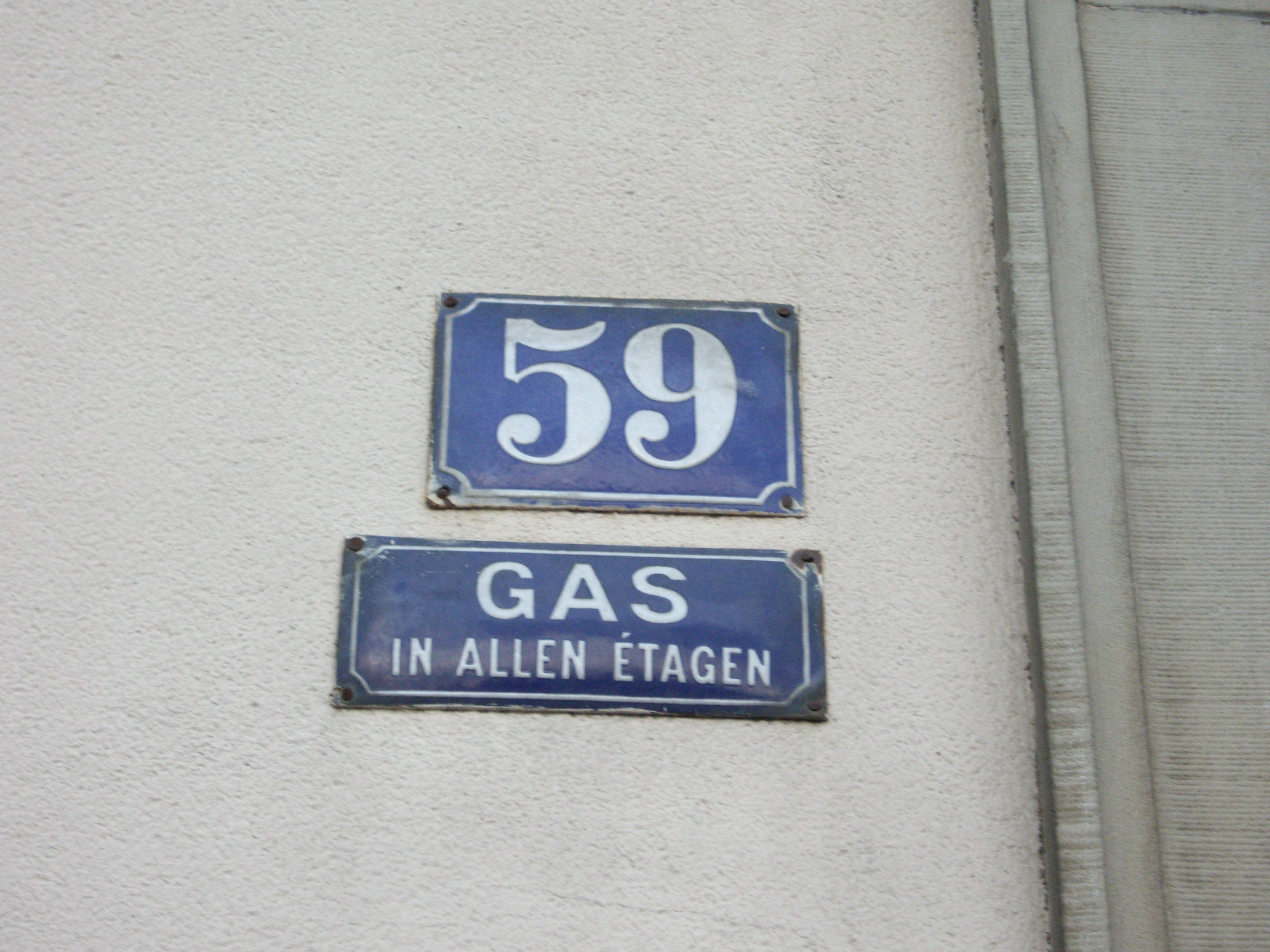
Plaque en pseudo-allemand, visible à Strasbourg et datant d'avant 1918.

À Strasbourg, les plaques sur les façades sont surtout rédigées en pseudo-allemand : Gas in allen Étagen. 
À Bruxelles, l'on trouve des plaques Gaz aux étages.

## Représentations dans la culture
- Eau et gaz à tous les étages, est une œuvre de Marcel Duchamp ;
- Serge Gainsbourg a écrit une chanson intitulée Eau et gaz à tous les étages ;
- Le tome 2 de la bande dessinée Les Femmes en blanc s'intitule Gaze à tous les étages (1987).
- Georges Perec, dans Espèces d'espaces (1974), invite le lecteur à se demander pourquoi, sur les immeubles, il y a souvent écrit « gaz à tous les étages ».